# Filipiny na Mistrzostwach Świata w Lekkoatletyce 2011
Filipiny na Mistrzostwach Świata w Lekkoatletyce 2011 reprezentowane były przez dwóch zawodników.

## Występy reprezentantów Filipin

### Mężczyźni

#### Konkurencje techniczne
| Konkurencja | Zawodnik     | Eliminacje | Eliminacje | Finał    | Finał   |
| Konkurencja | Zawodnik     | Rezultat   | Pozycja    | Rezultat | Pozycja |
| ----------- | ------------ | ---------- | ---------- | -------- | ------- |
| Skok w dal  | Henry Dagmil | DNS        | DNS        |          |         |

### Kobiety

#### Konkurencje techniczne
| Konkurencja | Zawodnik          | Eliminacje | Eliminacje | Finał    | Finał   |
| Konkurencja | Zawodnik          | Rezultat   | Pozycja    | Rezultat | Pozycja |
| ----------- | ----------------- | ---------- | ---------- | -------- | ------- |
| Skok w dal  | Marestella Torres | 6,31 m     | 21         |          |         |